# Kat Von D
Kat Von D, de son vrai nom Katherine von Drachenberg Galeano épouse Rafael Reyes, née le 8 mars 1982 à Matamoros au Mexique, est une artiste, tatoueuse, femme d'affaires, écrivaine, musicienne,  auteure-compositrice-interprète et chanteuse mexicano-américaine. Elle fut présentatrice de l'émission LA Ink sur les chaînes TLC et Discovery Channel de 2007 à 2011.
Fortement tatouée, elle déclare « Donner son corps au tatouage ». Artiste de renommée mondiale, Von D est connue pour être une spécialiste du portrait.
En plus de son émission, Von D crée sa propre marque de maquillage vegan, son propre festival de musique appelé Musink et a sorti 3 livres sur ses créations.
Figure reconnaissable du monde du tatouage, elle jouit d'une grande renommée sur la scène rock californienne, notamment grâce aux différents artistes qu'elle a tatoués tels que Lemmy Kilmister de Motörhead, Kerry King de Slayer, Nikki Sixx de Mötley Crüe, Jared Leto, Demi Lovato ou Frank Iero des My Chemical Romance, mais aussi en étant l'icône de plusieurs groupes. Ainsi Fireball Ministry utilise le nom de Von D sur des t-shirts et pour du merchandising, Eagles of Death Metal écrit une chanson sur elle et l'intitule High Voltage comme le nom de son salon. De plus, elle prête son visage pour la pochette de l'album This Is War de Thirty Seconds to Mars. Enfin elle apparaît dans un des clips du groupe HIM et de The 69 Eyes.

## Biographie

### Début
Née à Monterrey au Mexique, elle déménage à Inland Empire en Californie à l'âge de quatre ans. Ses parents sont tous les deux argentins. Son père, René, est d'origine allemande et sa mère a des origines italiennes, espagnoles et mexicaines.
Depuis son plus jeune âge, Von D parle couramment l'espagnol. Cadette d'une famille de trois enfants, Von D a un frère, Michael, et une sœur, Karoline Smith. Sa grand-mère paternelle, une pianiste allemande professionnelle dont elle est très proche, la pousse à prendre des leçons de piano et lui fait aussi découvrir l'art, en particulier la musique classique de Beethoven.
Élevée en banlieue californienne, elle est très tôt immergée dans la scène punk ; c'est ainsi qu'elle se fait faire son tout premier tatouage à l'âge de 14 ans, la lettre J en style anglais sur sa cheville gauche. Peu de temps après, elle fait son premier tatouage (le crâne du groupe Misfits) sur un ami, avec une machine qu'elle a fabriquée elle-même avec un moteur de lecteur de cassette et une corde de guitare.
En 1998, Von D abandonne l'école à l'âge de 16 ans et s'investit totalement dans le tatouage avec l'approbation de ses parents. Elle commence à travailler dans son premier magasin de tatoueur professionnel : le Sin City Tattoo de San Bernardino.
Von D emménage ensuite à Los Angeles, puis travaille au renommé True Tattoo d'Hollywood avec Chris Garver (futur membre lui aussi de Miami Ink). À cette époque, elle rencontre celui qui sera bientôt son mari, le tatoueur Oliver Peck, et commence à travailler dans son salon de tatouage à Dallas, au Texas.

### Miami InketLA Ink(2005 - présent)

#### Miami Inket départ pour Los Angeles
Kat Von D se fait réellement connaître grâce à l'émission Miami Ink diffusée sur la chaîne TLC. Après que le tatoueur Darren Brass se soit cassé le bras, l'équipe de l'émission demande à Von D de rejoindre le casting sur le conseil de Chris Garver avec qui elle avait travaillé précédemment. L'expérience ne dure que deux ans et à la suite de nombreuses divergences d'opinion avec Ami James et certains autres membres du casting de Miami Ink, Kat se fait renvoyer et repart à Los Angeles après son divorce.
Kat avoua plus tard qu'elle n'avait pas aimé sa vie en Floride et que la seule vraie relation d'amitié qu'elle s'était faite était avec Chris Garver. Après son départ de l'émission, Von D se retrouve à Los Angeles et décide d'ouvrir son propre salon ; c'est alors que les dirigeants de TLC décident de confier un spin off de Miami Ink à Von D. L'image et la personnalité de la tatoueuse convainquent ceux-ci de lui confier une émission créée autour d'elle-même.

#### LA Ink, succès international

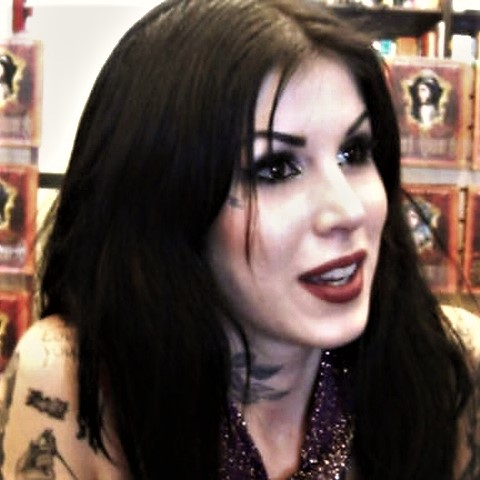
Kat Von D en février 2009 à Atlanta pour la sortie de son livre.

Avant de monter le projet, Kat Von D décide de s'installer à Hollywood et doit s'occuper elle-même de la recherche des autres membres du casting de l'émission. Après de multiples recherches, elle s'entoure de Kim Saigh et Hannah Aitchison, deux tatoueuses de renom à Chicago. Puis elle engage Corey Miller, tatoueur du Six Feet Under Tattoo Parlor dans le comté d'Orange jouissant d'une grande réputation en Californie. Enfin elle ajoute sa meilleure amie, Pixie Acia, comme gérante du salon.
Le 7 août 2007, la première de LA Ink est lancée sur TLC, bien que le salon qui devait accueillir l'émission, le High Voltage Tattoo, ne soit pas encore fini pour le premier épisode. L'émission suit, en plus des nombreuses personnalités venant se faire tatouer, la vie de Von D et de ses compagnons de l'émission. Le premier épisode de LA Ink enregistre une audience de 2,9 millions de téléspectateurs, faisant de cette émission la série la plus regardée pour un lancement sur une chaîne câblée. Satisfaction personnelle pour Von D, LA Ink dépasse même les audiences de Miami Ink.
Au fur et à mesure, cette émission fait d'elle une véritable star. Sa personnalité et son look à part, ajoutés à sa relation avec le bassiste du groupe Motley Crue Nikki Sixx en fait une icône de la scène underground californienne, jouissant aussi de nombreux contacts dans le monde rock, grâce notamment aux nombreux tatouages effectués sur différents musiciens de la scène punk et métal américaine. Son style de tatouage est alors immédiatement identifiable, son travail étant principalement fait de portraits très réalistes et de noir et blanc. De plus, elle réussit à s'imposer dans un monde presque exclusivement composé d'hommes ; ainsi elle déclare : « J'ai travaillé très dur pour que le fait que je sois une femme ne soit pas un problème. La dernière chose que je veux est que les gens se fassent une opinion sur moi à cause de mon sexe. Je n'en ai jamais fait un problème, et c'est ce qui fait que ce fut facile pour moi de travailler avec des hommes. Aussi longtemps que je ferai de mon mieux, je peux juste laisser parler mon travail pour lui-même ».

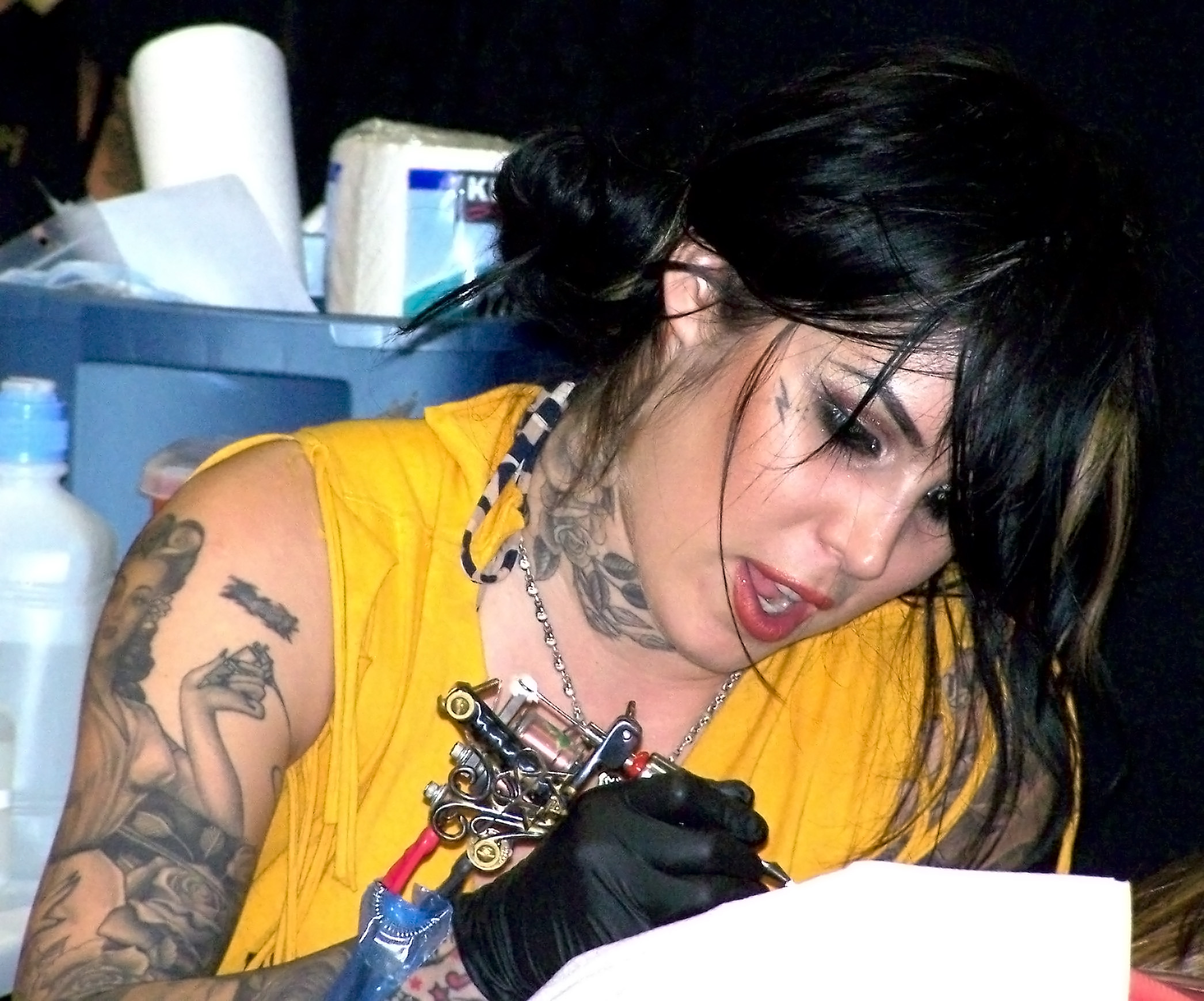
Kat Von D à la convention de tatouage de Calgary (septembre 2007).

Durant l'émission, elle entre dans le Livre Guinness des records en battant le record de personnes tatouées en 24h par une seule personne avec un total de 400 personnes tatouées.
Plusieurs bouleversements viennent égratigner cette réussite : tout d'abord, Von D et le reste du casting sont dans l'obligation de se séparer de sa meilleure amie Pixie Acia à la fin de la deuxième saison de l'émission après que plusieurs reproches lui ont été formulés, notamment le fait qu'elle préfère sa vie mondaine au salon. Elle est remplacée par Aubrey Fisher, de l'émission de télé-réalité Rock of Love. Encore une fois l'entente n'est pas idéale, puisque Fisher, engagée par le frère de Von D (qui avait obtenu le poste de superviseur de la série grâce à celle-ci), ne s'entendait pas avec le reste des tatoueurs de l'émission. Malgré tout, Fisher fait toujours partie de l'émission.
Enfin, l'un des plus gros changements est le départ de Saigh et Aitchison du casting. Ainsi sur son Myspace officiel, Von D déclare qu'elle doit se séparer des deux tatoueuses et amies de l'émission pour des raisons non dévoilées, disant juste qu'elle ne contrôle pas tous les composants de l'émission et qu'elle regrette sincèrement leur départ.
En 2009, Von D devient la productrice de LA Ink.

### Controverse
En 2008, sa mauvaise entente avec Ami James de Miami Ink prend une tournure plus grave quand celui-ci accuse Kat Von D de lui avoir envoyé une photo d'elle avec des propos antisémites écrits dessus, James étant juif israélien. Chris Garver, un autre membre du casting de Miami Ink, déclare qu'elle lui avait donné directement la photo pour qu'il la transmette à James.
Après quelques mois de flottements, Kat Von D nie les faits et explique qu'elle « était pour la tolérance entre les races, envers les religions et les modes de vie […] ». Après plusieurs recherches de la chaîne TLC et de ses avocats, il fut conclu qu'il n'existait aucune preuve indiscutable que Kat Von D était l'auteur de ce message.
En 2016 elle publie une vidéo sur sa chaîne YouTube ou elle accuse un de ses anciens amis , le chanteur et maquilleur Jeffree Star de racisme et d'addiction a la drogue, entre autres, mettant ainsi fin a leur amitié vieille de 10 ans et s'exposant a de violentes critiques sur les réseaux après que Jeffree Star réfute les accusations sur sa propre chaîne YouTube. Elle annonce par la suite avoir supprimé la teinte Jeffree de sa gamme, mais ce n'est qu'environ 2 ans après que la teinte est effectivement retirée de la vente.
Enfin, une autre controverse intervient quand Steve-O, l'ex-trublion de Jackass sur MTV, et entre autres ex-petit ami de Von D, déclare sur son Myspace au sujet du message antisémite, que Kat était une menteuse ; il l'accuse également d'avoir trompé à de nombreuses reprises son compagnon d'alors (Alex Orbi) avec lui et avec d'autres personnalités, notamment Danny Way, ou encore Ville Valo. De plus il explique qu'il en voulait à Von D parce qu'elle avait rendu publique la fin de leur relation.
Elle annonce sur son compte Instagram qu'elle ne fera pas de vaccin à son futur enfant, cela créera une polémique,. Elle reviendra ensuite sur son annonce en disant avoir fait une erreur.

## Autres projets

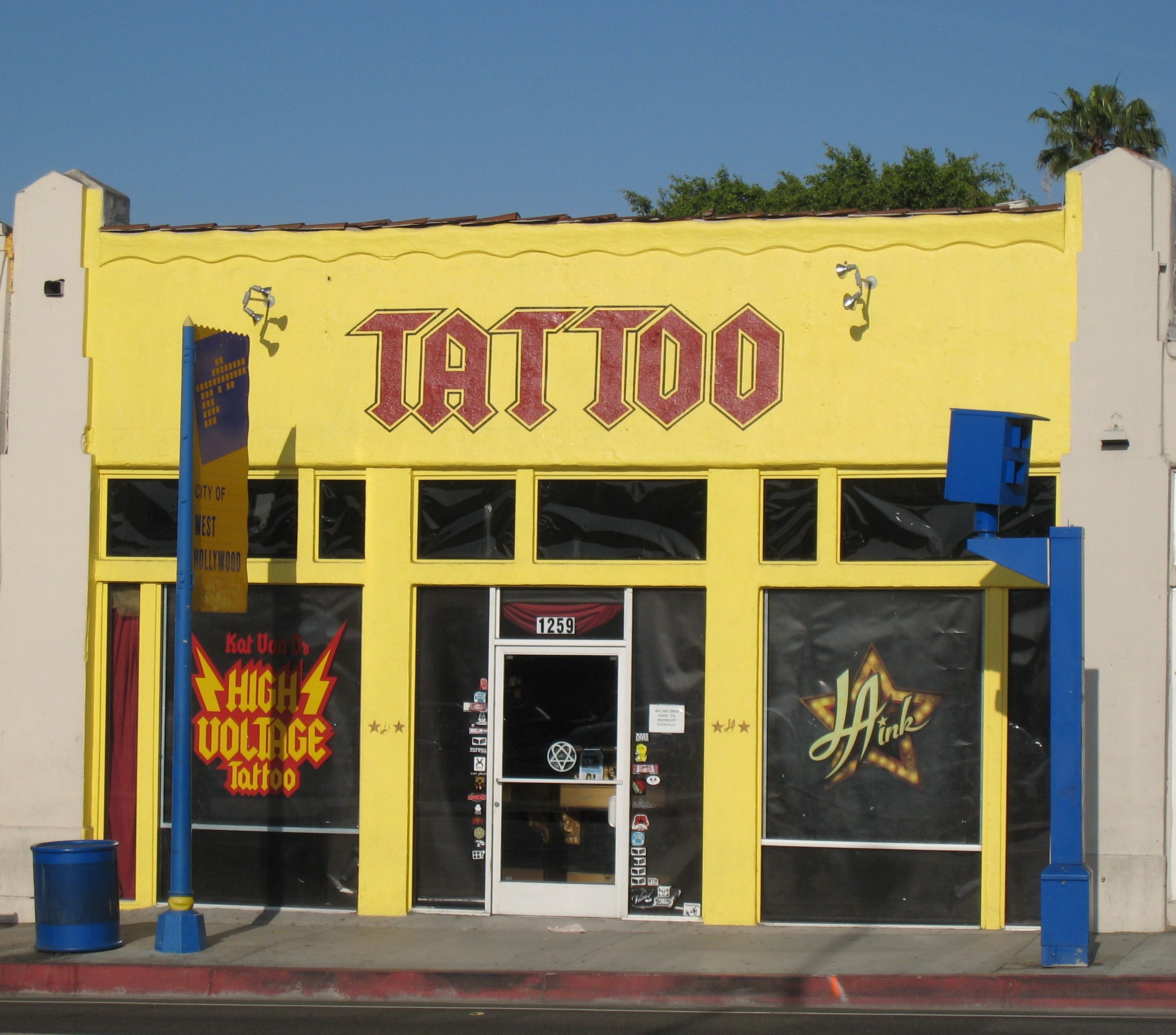
Le High Voltage Tattoo situé au 1259 North La Brea Avenue, West Hollywood en Californie

À l'été 2008, Von D crée son propre festival de musique itinérant ainsi que la convention de tatouage intitulée Musink. Environ 15 000 personnes assistent à Costa Mesa en Californie aux concerts des groupes Steel Panther, Tiger Army, Revolution Mother et The Used. Près de 200 artistes tatoueurs tels que Juan Puente, Jack Ruddy, Nikko Hurtado, ou Kari Barba exposent et tatouent durant 3 jours. L'édition 2009 accueille les groupes Reverend Horton Heat, Atreyu et Danzig. Véritable ode à la culture tatouage, au rockabilly et à la Kustom Kulture, le festival 2010 se déplace pour la première fois à Dallas au Texas.
Autres cordes à son arc, Von D fait ses premiers pas au cinéma dans le film The Bleeding où elle joue le rôle d'un vampire au côté de Michael Madsen et DMX. Le film est sorti aux États-Unis le 14 novembre 2009.
En janvier 2009, elle publie un livre sobrement intitulé Kat Von D, compilant ses différents dessins et œuvres. Lors d'une interview, elle déclare : « Ce n'est pas une autobiographie, je suis trop jeune pour ça. C'est plus un aperçu de ma carrière en tant qu'artiste. Ainsi on peut voir certains de mes dessins faits à l'âge de six ans et des tatouages jamais vus auparavant ». Son livre atteint la cinquième place des ventes au New York Times Best Sellers dès sa sortie.  
En 2008, Kat Von D créé sa propre marque de maquillage vegan et cruelty-free disponible chez Sephora. Elle décide en 2020 de quitter la marque afin de se consacrer à d'autres projets,. 
Elle a sa propre marque et collection de vêtements, nommée Kat Von D Los Angeles.
Elle apparaît dans le vidéo-clip de "Black Leather" où elle y prête sa voix, aux côtés du duo Prayers. La piste est présente sur l'album "Baptism of Thieves".
Elle annonce qu'elle sortira son premier album le 27 août 2021,,.

## Vie privée
En 2004, Kat Von D se marie avec Oliver Peck, un tatoueur de Dallas qui l'a prise sous son aile quand elle se lança dans le métier. Le couple divorce en 2007. Peu de temps après, Von D s'affiche au bras du batteur du groupe Whitestarr Alex Orbison, le fils de Roy Orbison. Elle se fait alors tatouer une dizaine de tatouages en rapport avec lui, puis elle le quitte au bout d'un an. Après une brève relation avec Steve-O, elle sort pendant deux ans avec le bassiste du groupe de glam metal californien Motley Crue, Nikki Sixx de 24 ans son aîné ; ils se séparent en janvier 2010. Elle a également dû faire face à des problèmes d'alcoolisme à la suite de son premier mariage et divorce ; elle est partie quelques semaines en cure de désintoxication pendant l'émission LA Ink.
En août 2010, Von D confirme qu'elle sort bien avec l'ex-mari de Sandra Bullock, Jesse James, le fondateur de West Coast Choppers et présentateur de Monster Garage. Elle entame en septembre 2012 une relation avec le producteur de musique électronique (DJ) canadien Deadmau5 qui la demande en mariage le 16 décembre 2012 sur Twitter. Von D annonce leur rupture sur les réseaux sociaux en juin 2013, affirmant que Deadmau5 l'aurait trompée.
Le 21 février 2018, Kat von D annonce sur les réseaux sociaux qu'elle s'est mariée avec Rafael Reyes, membre du groupe Prayers. Le 9 mai 2018, elle confirme[En quoi ?] être enceinte de son premier enfant. Elle accouche d'un petit garçon, le 29 novembre 2018, prénommé Leafar,. Le 4 juin 2018, elle épouse son compagnon.
Von D vit à Hollywood en Californie, non loin du Chinese Theater, elle voue un véritable culte à la ville de Los Angeles. Fortement tatouée elle-même, certains de ces tatouages sont dédiés ou influencés par Ludwig van Beethoven, qui est l'un de ses artistes préférés, mais elle s'est aussi fait tatouer les logos des groupes HIM, Turbonegro, ZZ Top, Slayer, ainsi que "Slutallica" un dérivé de Metallica. Grande fan de musique, elle cite Ludwig van Beethoven, Chopin, Eagles of Death Metal, HIM, The Mars Volta, Kent, Black Sabbath, Slayer, Selena, Turbonegro, Steel Panther, et Sixx AM, et The Devil's Rejects, Zoolander, Ludwig van B, la comédie pornographique Debbie Se Fait Dallas, La Dernière Licorne, Les Aventures de Bill et Ted, Spinal Tap, Le Patient anglais (The English Patient), Super Troopers, et American Girls comme ses films favoris.
Von D aime aussi jouer de la basse et du piano ; elle avoue adorer les pays scandinaves ainsi que la Finlande. Enfin Kat Von D est classée #62 des femmes les plus sexy du magazine Maxim en 2007.

### Croyances
Après être devenue chrétienne évangélique, elle a été baptisée à l’Église baptiste de Switzerland à Vevey, en Suisse, en 2023 

## Clients
| Nom                              | qualité                                              |
| -------------------------------- | ---------------------------------------------------- |
| Bam Margera                      | skateur professionnel et présentateur de Viva La Bam |
| Steve-O et Ryan Dunn             | membres de Jackass                                   |
| Ja Rule                          | rappeur                                              |
| Ville Valo                       | chanteur du groupe HIM                               |
| Jerry Only                       | chanteur du groupe Misfits                           |
| Jose Pasillas                    | batteur d'Incubus                                    |
| Billie Joe Armstrong et Tré Cool | chanteur et batteur du groupe Green Day              |
| The Game                         | rappeur                                              |
| Kerry King                       | guitariste du groupe Slayer                          |
| Dave Navarro                     | guitariste des Jane's Addiction                      |
| Zacky Vengeance                  | membre du groupe Avenged Sevenfold                   |
| Mike Vallely                     | skateur et chanteur du groupe Revolution Mother      |
| Lemmy Kilmister                  | leader du groupe Motörhead                           |
| Chad Kroeger                     | guitariste et chanteur de Nickelback                 |
| Nikki Sixx                       | bassiste de Mötley Crüe                              |
| Jesse Hughes                     | chanteur du groupe Eagles of Death Metal             |
| Matt Skiba                       | chanteur du groupe Alkaline Trio                     |
| Scott Ian                        | leader du groupe Anthrax                             |
| Jenna Jameson                    | actrice pornographique                               |
| Jared Leto                       | acteur et musicien (Thirty Seconds to Mars)          |
| Lady Gaga                        | chanteuse, productrice , comédienne, artiste         |
| Sarah Michelle Gellar            | actrice et productrice                               |
| Dave Grohl                       | musicien (Foo Fighters et Nirvana)                   |
| Frank Iero                       | guitariste du groupe My Chemical Romance             |
| Jeffree Star                     | chanteur et mannequin                                |
| Soulja Boy Tell 'Em              | rappeur                                              |
| Shontelle                        | chanteuse                                            |
| Miley Cyrus                      | chanteuse et actrice                                 |
| Deadmau5                         | producteur de musique house                          |
| Dominic Monaghan                 | acteur                                               |
| Demi Lovato                      | chanteuse et actrice                                 |
| Lexxi Foxxx                      | bassiste du groupe Steel Panther                     |
| Rafael Reyes                     | chanteur et leader du groupe Prayers                 |

## Discographie

### Albums
- 2021 : Love Made Me Do It (Kartel Music Group)

1. Vanish Intro
2. Vanish
3. Enough
4. Exorcism
5. Protected
6. Fear You
7. I Am Nothing
8. Lost At Sea
9. Interlude
10. Pretending
11. Easier Sung Than Said
12. The Calling

- 2024 : My Side of the Mountain (Kartel Music Group)

1. Dead
2. Vampire Love
3. H.A.T.E.
4. Truth in Reverse
5. Set Myself on Fire
6. I Am a Machine
7. Interlude II
8. Running Away
9. Illusion
10. With You
11. Por Ti
12. All by Myself

### Singles
- 2012 : Rosary Blue ft. The 69 Eyes
- 2013 : Satellite ft. deadmau5
- 2013 : Luv n'Stuff ft. deadmau5
- 2016 : Black leather ft. Prayers (duo) (en)
- 2019 : Black Blood Red Kiss ft. Gunship (band) (en)

### Cover
- 2014 : Easy To Please (reprise de Coldplay)
- 2015 : Without You I'm Nothing (reprise de Placebo)
- 2017 : Endlessly  (reprise de Muse)

### Clips vidéos
- 2005 : Killing Loneliness de Him
- 2011 : No One Wakes Me Up Like You de Deep Dark Robot (en)
- 2018 : Stardust de IAMX